# 四磺子坪先導地熱發電廠
四磺子坪先導地熱發電廠為於臺灣新北市金山區緊鄰硫磺子坪地熱發電廠，該發電廠與硫磺子坪相同，均由新北市政府對外公開招標，再由得標廠商結元能源開發公司進駐開發。

## 沿革

### 背景
大屯火山群為臺灣北部之活火山，也是重要的地熱潛能區，於1966年起由經濟部礦業研究所展開首次大屯山火山群地熱區的探勘調查工作，於四磺子坪完成E-301、E-302兩口地熱探勘井與12口測溫井，經過為期六年鑽探調查，評估該地區之地熱發電潛能高達500MW，光是四磺子坪於地下200公尺就有攝氏120~140的溫度，屬於相當優良的地熱發電區。然而研究中也發現，因為大屯山地熱區數於火山型地熱，其湧出的溫泉水為酸性，具相當腐蝕性，如欲開發利用，需高價耐酸抗蝕生產設備，依照當時的冶金技術水準難以達到經濟開發的規模，因此完成探勘調查工作後就宣告停止。
後續礦研所將目光轉移至宜蘭縣大同鄉的土場與仁澤地熱區接續調查。而行政院農業委員會的前身，中國農村復興聯合委員會則持續在大屯山地熱區興建地熱農業利用研究中心，利用地熱進行木材乾燥、花卉溫室栽培、畜產恆溫養殖等地熱直接利用研究。
1973年第一次能源危機爆發，為加速臺灣自產能源之比重，經濟部重新展開全臺各地的地熱探勘作業，並優先決定以宜蘭縣大同鄉的清水地熱區為首要開發目標。而後續臺灣唯一完成商轉的僅有台灣電力公司、台灣中油公司，以及工業技術研究院三方合作的清水地熱發電廠，但因該廠所採用的是閃發式地熱發電系統，其抽取出的溫泉水經發電後就直接排放，極為浪費且對地熱能消耗大，最終在1993年因地熱井結垢造成抽取困難下而宣告廢廠。
中華民國政府推動能源轉型政策與再生能源發展政策，計畫於2025年時臺灣電網再生能源容量站比須達到20%，其中又以太陽光電與風力發電為首要發展目標，地熱發電則在立法委員及各工商界人士關注下由經濟部能源局與工研院再次重新推動。
新北市金山區四磺子坪舊稱死磺子坪，為北臺灣重要的硫、白土及黑色硫化鐵礦開採區，可作為肥料的原料，得名於早期礦工認為硫氣難聞似乎可以讓人窒息而死，後因名稱不雅而改為四磺子坪、秀姑坪或勢磺子坪。

### 施工
新北市政府配合國家能源轉型政策，於2015年5月與經濟部能源局、工研院等單位合作，由能源局補助鑽探經費，計畫開發金山區四磺子坪與硫磺子坪地熱發電廠，並委由工研院進行地熱鑽探作業，新探勘井命名為E-303號井，深度1,300公尺。
在尚未鑽探前粗估發電量達到10MW，2015年7月28日工研院於四磺子坪舉辦地熱探勘井開鑿儀式，而經過一年多的鑽探後，完成一口深1,300公尺之探勘井，所測得的最高溫度僅有攝氏139度，且並未產生噴流，需透過注汽導噴的方式，測得平均出水量為每小時23.3立方公尺。
完成四磺子坪的探勘作業後，結論為地熱潛能比先前預估減少至5.5MW，相當於少了一半，換算年發電量約3,767.6百萬度，金山區7,000戶一年用電量。
在完成探勘工作後，新北市政府採BOT方式召開對外招標說明會，經過對外招標由結元能源科技公司得標四磺子坪與硫磺子坪地熱發電廠的開發工程，結元能源委託豐宇綠能公司進行兩座電廠的地熱生產、回注井鑽探工作，其中四磺子坪定調為先導地熱發電廠，預計鑽探四口深500公尺的生產井與一口500公尺的回注井，採用朗肯雙循環地熱發電機組，總裝置容量1MW。
2023年1月四磺子坪先導地熱發電廠完成五口生產、回注井鑽探工程，開始進行地熱發電機組安裝作業，預計可在同年6月與台電公司電網併聯開始試運轉發電。

## 設施

### 發電機組
| 發電機型號 | 地熱發電類型                 | 機組數量 | 裝置容量（kW） | 商轉日期   | 狀態   |
| ---------- | ---------------------------- | -------- | -------------- | ---------- | ------ |
|            | 朗肯雙循環乾蒸氣冷式發電機組 | 1        | 1,200          | 2023年11月 | 商轉中 |